# Tiassé Koné
Tiassé Koné (Abidjan, 11 de outubro de 1981) é um futebolista profissional marfinense que atua como goleiro.

## Carreira
Tiassé Koné representou o elenco da Seleção Marfinense de Futebol no Campeonato Africano das Nações de 2008.

## Títulos
Costa do Marfim
- Campeonato Africano das Nações: 2008 - 4º Lugar